# Лєсниково (Нижньогородська область)
Лєсниково (рос. Лесниково) — присілок в Вачському районі Нижньогородської області Російської Федерації.
Населення становить 172 особи. Входить до складу муніципального утворення Новосельська сільрада.

## Історія
Від 2009 року входить до складу муніципального утворення Новосельська сільрада.

## Населення
| 1859 | 1897 | 1905 | 1926 | 1999 | 2002 | 2010 |
| ---- | ---- | ---- | ---- | ---- | ---- | ---- |
| 454  | ↗621 | ↘603 | ↗825 | ↘210 | ↘206 | ↘172 |